# Vì đó là em
Vì đó là em là một sáng tác của nhạc sĩ Diệu Hương. Ca sĩ Quang Dũng đã hát trong CD solo đầu tay Biển nghìn thu ở lại (2003), và có thể nói CD này (và nhất là bài hát này) đã tạo "bước ngoặt" cho giọng hát Quang Dũng nhanh chóng nổi tiếng hơn, với bài hát này Quang Dũng đoạt giải Mai Vàng 2003. Tuy nhiên, sau đó bài nhạc này bị nhà nước Việt Nam tạm cấm lưu hành, vì phát hiện ra Diệu Hương là Nhạc sĩ ở hải ngoại và cần có giấy phép riêng, bài này chỉ mới được cấp giấy phép lưu hành chính thức trở lại vào cuối năm 2005.